# یورک‌تاون (ایلینوی)
یورک‌تاون (به انگلیسی: Yorktown) یک منطقهٔ مسکونی در ایالات متحده آمریکا است که در شهرستان بورو، ایلینوی واقع شده‌است. یورکتاون ۱۹۵٫۰۷ متر بالاتر از سطح دریا واقع شده‌است.